# Liste der Kulturgüter in Frick
Die Liste der Kulturgüter in Frick enthält alle Objekte in der Gemeinde Frick im Kanton Aargau, die gemäss der Haager Konvention zum Schutz von Kulturgut bei bewaffneten Konflikten, dem Bundesgesetz vom 20. Juni 2014 über den Schutz der Kulturgüter bei bewaffneten Konflikten sowie der Verordnung vom 29. Oktober 2014 über den Schutz der Kulturgüter bei bewaffneten Konflikten unter Schutz stehen.
Objekte der Kategorien A und B sind vollständig in der Liste enthalten, Objekte der Kategorie C fehlen zurzeit (Stand: 1. Januar 2023). Unter übrige Baudenkmäler sind weitere geschützte Objekte zu finden, die in der Bau- und Nutzungsordnung der Gemeinde verzeichnet und nicht bereits in der Liste der Kulturgüter enthalten sind.

## Kulturgüter
| Foto | | Objekt                                                                                | Kat. | Typ | Standort                        | Beschreibung                                                                  |
| ---- | --- | ------------------------------------------------------------------------------------- | ---- | --- | ------------------------------- | ----------------------------------------------------------------------------- |
| ja   | Datei hochladen · Wikidata zu Katholische Kirche St. Peter und Paul sowie Beinhaus (Q19362312)                                      | Katholische Kirche St. Peter und Paul (1716/18) mit Beinhaus (16. Jh.) KGS-Nr.: 00109 | A    | G   | Rampart 1.1 643995 / 261686     |                                                                               |
| ja   | Datei hochladen · Wikidata zu Sauriermuseum (Q25163307)                                                                             | Sauriermuseum KGS-Nr.: 08602                                                          | B    | S   | Schulstrasse 22 643688 / 261786 |                                                                               |
| ja   | Datei hochladen · Wikidata zu Altes Schulhaus (Q29576068)                                                                           | Altes Schulhaus KGS-Nr.: 15383                                                        | B    | G   | Rampart 5 643952 / 261674       |                                                                               |
| ja   | Datei hochladen · Wikidata zu Römisch-katholisches Pfarrhaus und Kaplanei (Q29576080)                                               | Römisch-katholisches Pfarrhaus und Kaplanei KGS-Nr.: 15384                            | B    | G   | Rampart 1, 3 643995 / 261719    |                                                                               |
| ja   | Datei hochladen · Wikidata zu Ehemalige Schaffnerei der Kommende Beuggen (Q29576071)                                                | Ehemalige Schaffnerei der Kommende Beuggen (um 1720) KGS-Nr.: 15386                   | B    | G   | Hauptstrasse 31 643652 / 262210 |                                                                               |
| ja   | Datei hochladen · Wikidata zu Römische und spätrömische Siedlung (Q105413884)                                                       | Römische und spätrömische Siedlung KGS-Nr.: 15387                                     | B    | F   | Hauptstrasse 644150 / 261749    |                                                                               |
| ja   | Datei hochladen · Wikidata zu Kirchhügel; spätrömische Befestigung, Vorängerkirche und frühmittelalterliches Gräberfeld (Q29576078) | Kirchhügel KGS-Nr.: 15388                                                             | B    | F   | Kirchrain 643981 / 261700       | Spätrömische Befestigung, Vorgängerkirche und frühmittelalterliche Gräberfeld |
| ja   | Datei hochladen · Wikidata zu Rümmet; bronzezeitliche und eisenzeitliche Siedlungsstelle (Q105414731)                               | Rümmet (bronze- und eisenzeitliche Siedlungsstelle) KGS-Nr.: 15389                    | B    | F   | Bündtenweg 644100 / 262921      |                                                                               |

## Übrige Baudenkmäler
| ID   | Foto |                 | Objekt                                           | Typ | Standort                                        | Beschreibung |
| ---- | ---- | --------------- | ------------------------------------------------ | --- | ----------------------------------------------- | ------------ |
| 901  | BW   | Datei hochladen | Altes Gemeindehaus (1835)                        | G   | Widenplatz 3 643964 / 262008                    |              |
| 902  | BW   | Datei hochladen | Ehemaliges Bauernhaus (1856)                     | G   | Hauptstrasse 100 644229 / 261724                |              |
| 903  | BW   | Datei hochladen | Villa mit Gartenhaus und Parkanlage (1920)       | G   | Hauptstrasse 109 644269 / 261758                |              |
| 905  | BW   | Datei hochladen | Ehemaliges Bauernhaus (1844)                     | G   | Hauptstrasse 95 644129 / 261839                 |              |
| 906  | BW   | Datei hochladen | Scheune zum «Adler» (um 1720)                    | G   | Hauptstrasse 84 644053 / 261823                 |              |
| 907  | BW   | Datei hochladen | Hotel «Adler» (1660/19. Jh.)                     | G   | Hauptstrasse 82 644067 / 261842                 |              |
| 908  | BW   | Datei hochladen | Doppelwohn- und Geschäftshaus (um 1900)          | G   | Hauptstrasse 66 643950 / 261920                 |              |
| 910  | BW   | Datei hochladen | Villa (1899)                                     | G   | Hauptstrasse 46 643794 / 262042                 |              |
| 911  | BW   | Datei hochladen | Ehemaliges Bauernhaus (um 1800)                  | G   | Hauptstrasse 49 643867 / 262030                 |              |
| 912  | BW   | Datei hochladen | Ehemaliges Bauernhaus (1. Drittel 19. Jh.)       | G   | Hauptstrasse 36 643657 / 262134                 |              |
| 913  | BW   | Datei hochladen | Ehemaliges Bauernhaus (um 1850)                  | G   | Hauptstrasse 34 643644 / 262156                 |              |
| 914  | BW   | Datei hochladen | Ehemaliges Bauernhaus (um 1850)                  | G   | Schulstrasse 7 643951 / 261822                  |              |
| 915  | BW   | Datei hochladen | Ehemaliges Bauernhaus (um 1850/1860)             | G   | Geissgasse 21 643945 / 261787                   |              |
| 916  | BW   | Datei hochladen | Haus «Müllerhof» (1836)                          | G   | Schulstrasse 11 643920 / 261790                 |              |
| 917  | BW   | Datei hochladen | Wohnhaus mit angebauter Scheune (17./18. Jh.)    | G   | Geissgasse 10/8 644043 / 261759                 |              |
| 918  | ja   | Datei hochladen | Wohnhaus mit angebauter Scheune (18./19. Jh.)    | G   | Geissgasse 3 644113 / 261775                    |              |
| 920  | BW   | Datei hochladen | Ehemaliges Bauernhaus (um 1840/1850)             | G   | Kirchmattweg 2 644057 / 261706                  |              |
| 921  | BW   | Datei hochladen | Ehemaliges Bauernhaus (1818)                     | G   | Kirchmattweg 1 644076 / 261730                  |              |
| 923  | BW   | Datei hochladen | Wohnhaus mit angebauter Scheune (1882)           | G   | Bahnhofstrasse 12 643479 / 262111               |              |
| 924  | BW   | Datei hochladen | Gasthaus «zum Rebstock» (Mitte 17. Jh.)          | G   | Hauptstrasse 56 643890 / 261907                 |              |
| 925  | BW   | Datei hochladen | Ziegelei-Kantine (1904/1929)                     | G   | Ziegeleistrasse 643207 / 262219                 |              |
| 928  | BW   | Datei hochladen | Aufnahmegebäude Bahnhof (1914)                   | G   | Dammstrasse 2 643159 / 261731                   |              |
| 929A | BW   | Datei hochladen | Brunnen (1864)                                   | K   | Hauptstrasse 95 644114 / 261842                 |              |
| 929B | BW   | Datei hochladen | Brunnen (1864)                                   | K   | Hauptstrasse 76 644022 / 261875                 |              |
| 929C | BW   | Datei hochladen | Brunnen (1852)                                   | K   | Hauptstrasse 56 643911 / 261903                 |              |
| 929E | BW   | Datei hochladen | Brunnen                                          | K   | Hauptstrasse 30 643617 / 262215                 |              |
| 929F | BW   | Datei hochladen | Brunnen (frühes 20. Jh.)                         | K   | Mühlegasse 11 643540 / 262089                   |              |
| 929G | BW   | Datei hochladen | Brunnen (frühes 20. Jh.)                         | K   | Geissgasse 17 643984 / 261747                   |              |
| 929H | BW   | Datei hochladen | Brunnen                                          | K   | Kirchmattweg 10 644053 / 261640                 |              |
| 929I | BW   | Datei hochladen | Brunnen (1848)                                   | K   | Schulstrasse 11 643920 / 261798                 |              |
| 929K | BW   | Datei hochladen | Brunnen                                          | K   | Kirchmattweg 1 644064 / 261738                  |              |
| 930A | BW   | Datei hochladen | Wegkreuz (1985)                                  | K   | Hauptstrasse/Gänsacker 644265 / 261710          |              |
| 930B | BW   | Datei hochladen | Wegkreuz (1929)                                  | K   | Hauptstrasse 18 / Grubenstrasse 643677 / 262175 |              |
| 930C | BW   | Datei hochladen | Wegkreuz (1928)                                  | K   | Bahnhofstrasse 12 643514 / 262093               |              |
| 931  | BW   | Datei hochladen | Régence-Türblatt an Bauernhaus Nr. 115 (um 1750) | K   | Kirchmattweg 10 644041 / 261625                 |              |
| 932  | BW   | Datei hochladen | Villa «Erika» mit Parkanlage (Anfang 20. Jh.)    | G   | Hauptstrasse 18 643546 / 262406                 |              |

Legende: Siehe Legende der Liste der Kulturgüter von nationaler und regionaler Bedeutung. Anstelle der KGS-Nummer wird als Objekt-Identifikator (ID) die Inventar- oder Gebäudenummer in der Bau- und Nutzungsordnung der Gemeinde verwendet.